# KOS (odbojová skupina)

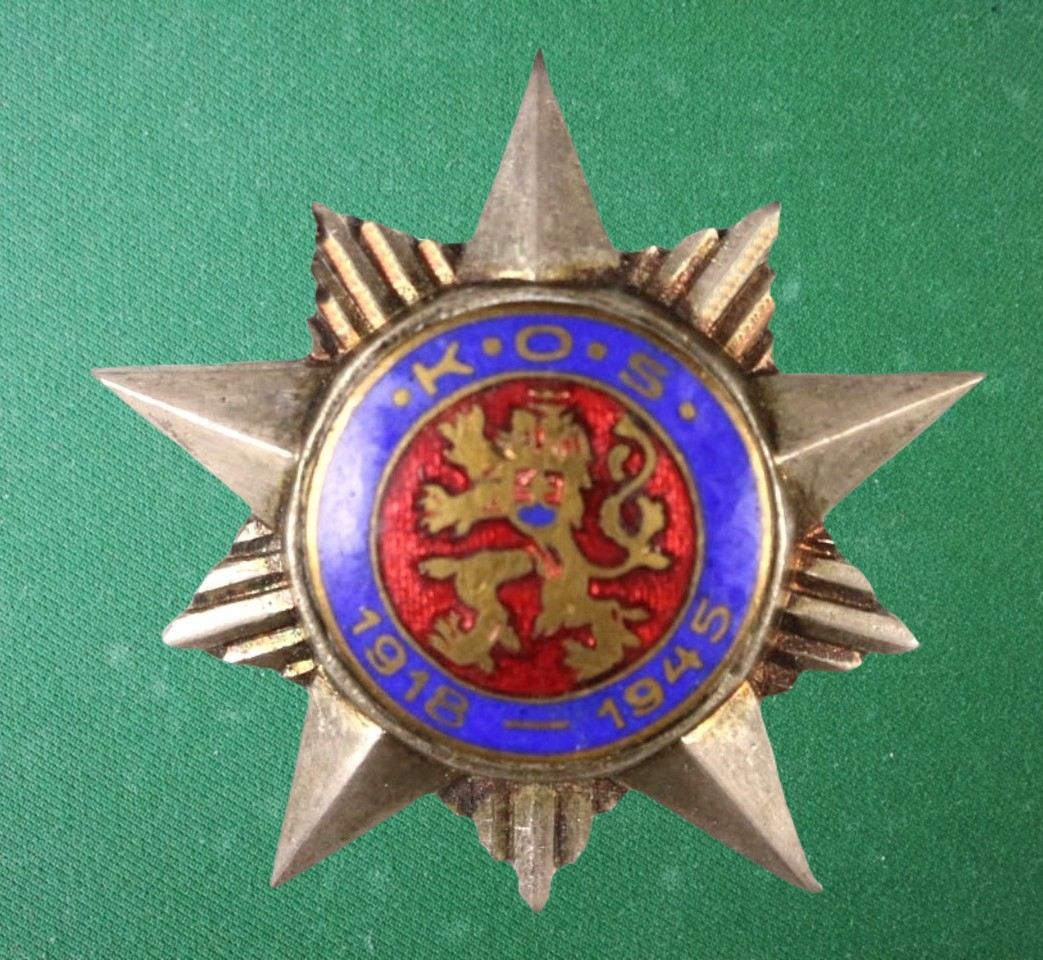
Pamětní odznak odbojové skupiny KOS

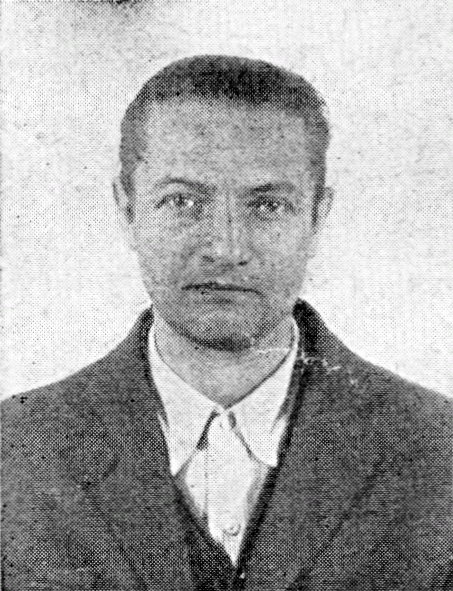
Vazební fotografie Miroslava Šáry (staršího) z Pankrácké věznice (rok 1944)

KOS byla odbojová skupina působící v domácím protiněmeckém odboji za protektorátu. Původně se skupina nazývala "P", ale později se přejmenovala na KOS (Kázeň - Odvaha - Síla). Skupina byla již v průběhu roku 1942 infiltrována konfidenty gestapa a využívána Němci jako „volavčí síť“ především ve službách protiparašutistického referátu. Na jaře 1943 byla skupina KOS silně narušena úderem protikomunistického referátu gestapa a k jejímu definitivnímu zániku pak došlo v létě 1944.

## Vedoucí a centra KOS
Jejím vedoucím byl Miloslav Šára (starší). Místem schůzek odbojářů ze skupiny KOS byl pedikérský salon Miloslava Šáry (staršího) a jeho syna Miloslava Šáry (mladšího). Druhým místem ilegálních schůzek (od roku 1942) byl obchod „Hanačka“. Jedním ze členů skupiny KOS byl i Josef Matějíček a také odbojáři z ilegální skupiny „Ředitelství pošt“, kteří se na odbojovou skupinu KOS v určité fázi napojili, aby mohli pokračovat v odbojové činnosti.

## Konfidenti gestapa
Skupinu KOS zcela infiltrovali (a to již během roku 1942) konfidenti protiparašutistického referátu gestapa. Do řad odbojářů skupiny KOS se tak postupně včlenili následující konfidenti:
- Jaroslav Žícha[2][3],
- Zdeněk Fink[3],
- Nestor Holejko[5][6][7]  (pod jménem ing. Kalinin se vydával za majora Rudé armády) a
- Jaroslav Nachtmann[3] (pod jménem poručík Šulc).

Konfidenti, infiltrovaní do odbojové skupiny KOS
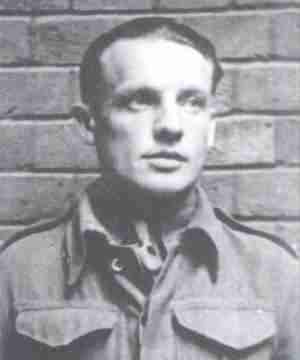
rotný Karel Čurda
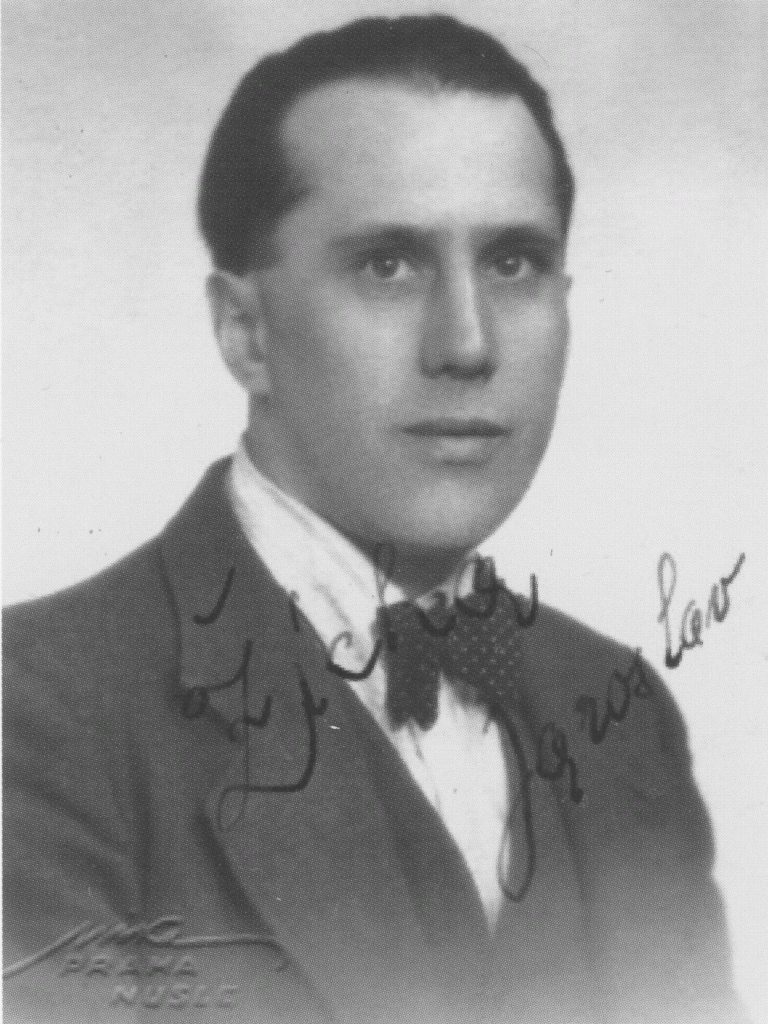
Jaroslav Žícha
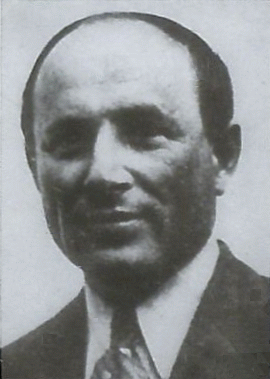
Nestor Holejko
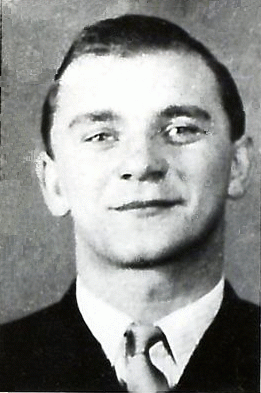
Jaroslav Nachtmann

## Parašutisté
Byl to právě Jaroslav Nachtmann, kdo přivedl do pedikérského salonu rotného Karla Čurdu (pomocníka velitele paravýsadku OUT DISTANCE) a vydával jej za parašutistu Karla Vrbase. Tento parašutista se zde „ukrýval“ od poloviny roku 1942 až do ledna 1943.[zdroj?]
Skupinu KOS využili nacisté rovněž v radiové protihře „Hermelin“. Zapojili do této „hry“ i (ke spolupráci ochotného) parašutistu Václava Kindla (velitele paravýsadku INTRANSITIVE). Dalším, kdo byl do této radiové hry Němci použit byl šifrant - četař Stanislav Srazil (paravýsadek ANTIMONY).[zdroj?]
V pedikérském salonu přespal jednu noc (11. února 1943) před svým zatčením parašutista František Pospíšil (velitel paravýsadku BIVOUAC). Sem jej doprovodil Karel Čurda, aby jej druhý den (12. února 1943) vydal do rukou gestapa.

## Zánik
V Praze 6 - Podbabě, na konci ulice "V Podbabě" (až u křižovatky s "Podbabskou" ulicí) nedaleko levého břehu Vltavy bývala (až do roku 1949) železniční zastávka Podbaba. Přestřelka mezi Josefem Matějíčkem (doprovázeným kapitánem Borisem Kasijevem) a příslušníky Schutzpolizei  dne 26. března 1943 měla tragickou dohru. Matějíček zde ještě unikl zatčení, ale při přestřelce ztratil aktovku s adresou pedikérského salonu (Ve Smečkách 1920/27 - Praha 1) - sídla skupiny KOS. Josef Matějíček byl zatčen druhý den po přestřelce (27. března 1943) v obchodě „Hanačka“ (druhé sídlo skupiny KOS). Obě centra odbojové skupiny KOS byla prozrazena. Dílo zkázy dovršil protikomunistický referát gestapa svým rychlým zásahem proti odbojové skupině KOS, která tím byla výrazně poškozena. A tak paradoxně protikomunistický referát gestapa rozvrátil volavčí síť, kterou si pomocí svých konfidentů budoval referát protiparašutistický. K definitivní likvidaci odbojové skupiny KOS došlo v létě 1944.

## Šárové
Oba Šárové byli 27. března 1944 zatčeni gestapem. Miloslav Šára (mladší) následné věznění přežil a dožil se konce okupace. Nikoliv však jeho otec. Miloslav Šára (starší) byl popraven v pátek 20. října 1944 v 16:00 v sekyrárně Pankrácké věznice v Praze. Společně s ním byli téhož dne a prakticky ve stejnou hodinu (16:00) popraveni:
- JUDr. Rudolf Mareš (představitel YMCA, člen Ústředního vedení odboje domácího (ÚVOD) a PVVZ), [1]
- JUC. Vítězslav Dvořák (právní úředník na poštovním ředitelství v Praze, levicový odbojář, jedna z vůdčích osobností ÚVOD), [1]
- Bedřich Linhart (tlumočník v Petschkově paláci pracující ve prospěch československého odboje)[1] a
- MUC. Václav Rusý - hlavní organizátor ilegální organizace ÚVOD v západních Čechách.[1]

## Pamětní odznak skupiny KOS

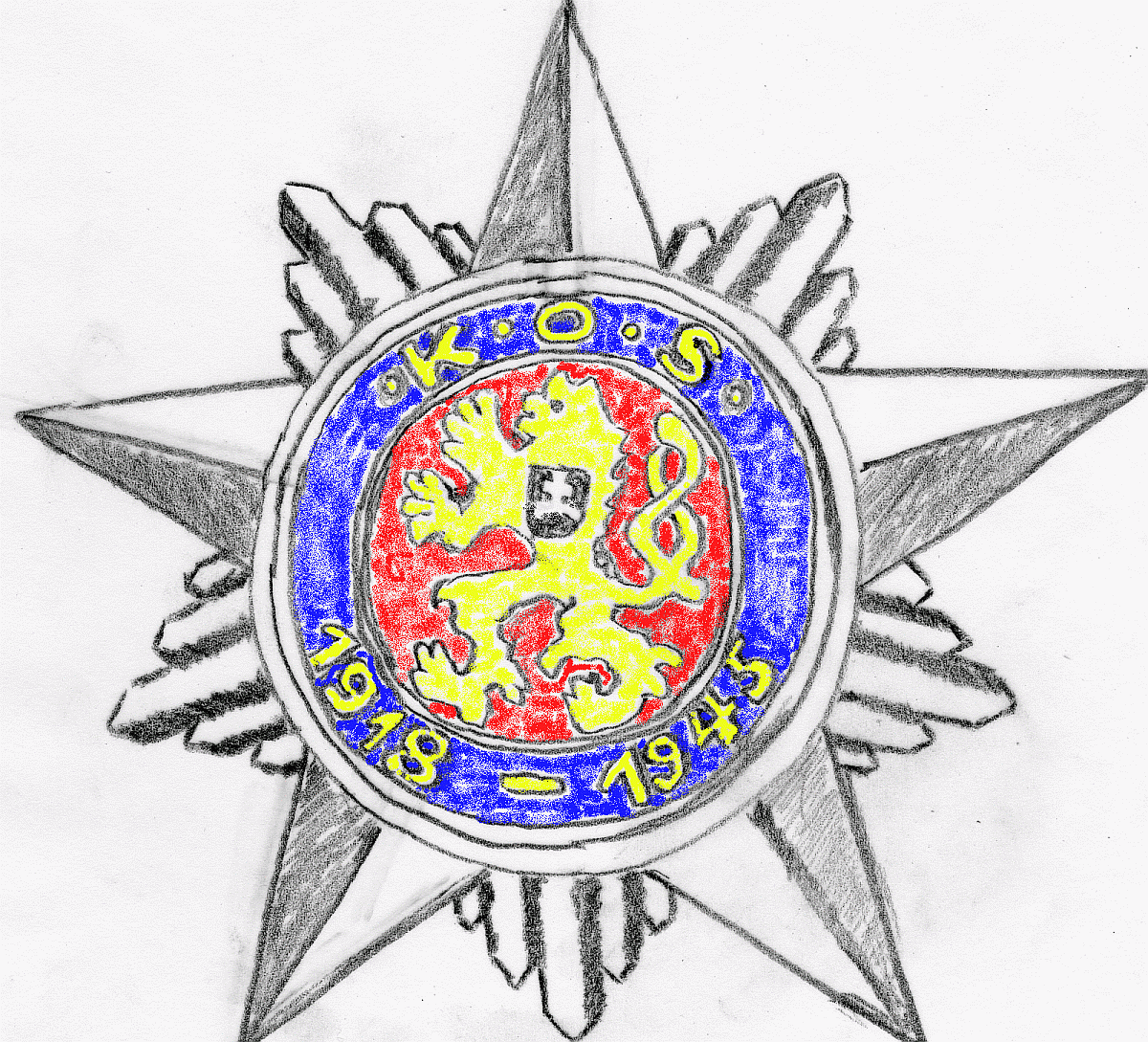
Pamětní odznak skupiny KOS

Jednoduchý odznak je zhotoven jako výlisek ze slabého bílého kovu. Jeho střed je tvořen červeně smaltovaným medailonem. Ve středu medailonu je (na červeném pozadí stojící) heraldická postava lva - státního znaku ČSR. Červený střed se lvem je „obalen“ po celém obvodě modrým pásem - mezikružím, které nese v horní části nápis K.O.S. a v dolní části rozmezí letopočtů 1918-1945. (Toto je popis malého „klopového“ odznaku, určeného pro „běžné“ nošení.) Úplný odznak (o rozměrech 33 x 33 mm) je poněkud složitější. Jeho základem je výše uvedený středový medailon. Ten je položený na ostré cípy hvězdice z postříbřeného bronzu, které mají podobu husitského „bijáku“. Mezi těmito ostrými a střechovitými paprsky jsou vloženy ploché „mezipaprsky“